# Eudonia nectarias
Eudonia nectarias là một loài bướm đêm trong họ Crambidae.